# 白音查干淖日
白音查干淖日，又名巴扬查岗，是位于中国内蒙古自治区呼伦贝尔市新巴尔虎左旗巴音诺尔苏木的一个湖泊。其位置约在东经118°43′，北纬48°23′。湖面海拔666米，面积达7.5平方公里。该湖的沉积物主要为芒硝。白音查干淖日在蒙古语中的意思是富饶的白湖。